# Saint-Amand (Creuse)
Pour les articles homonymes, voir Saint-Amand.
Saint-Amand est une commune française située dans le département de la Creuse, en région Nouvelle-Aquitaine.

## Géographie

### Généralités
Dans le quart sud-est du département de la Creuse, la commune de Saint-Amand s'étend sur 8,05 km2. Incluse dans l'aire urbaine d'Aubusson, elle est arrosée par des ruisseaux affluents ou sous-affluents de la Creuse.
L'altitude minimale se trouve localisée à l'extrême ouest, au lieu-dit les Combes, en limite d'Aubusson. L'altitude maximale est située au nord-est, au lieu-dit Bois la Besse.
Traversé par la route départementale (RD) 21 et en bordure de la RD 993, le bourg de Saint-Amand est situé, en distances orthodromiques, quatre kilomètres au nord-est d'Aubusson.
Le territoire communal est également desservi par les RD 941A, 990 et 990A.

### Communes limitrophes
Saint-Amand est limitrophe de quatre autres communes.
À l'ouest, son territoire est distant d'environ 700 mètres de celui d'Alleyrat.
| Saint-Maixant |             | La Chaussade   |
|               | Saint-Amand |                |
| Aubusson      |             | Saint-Alpinien |

### Climat
Pour des articles plus généraux, voir Climat de la Nouvelle-Aquitaine et Climat de la Creuse.
Historiquement, la commune est exposée à un climat montagnard.  
En 2020, Météo-France publie une typologie des climats de la France métropolitaine dans laquelle la commune est exposée à un climat de montagne et est dans la région climatique  Ouest et nord-ouest du Massif Central, caractérisée par une pluviométrie annuelle de 900 à 1 500 mm, maximale en automne et en hiver.
Pour la période 1971-2000, la température annuelle moyenne est de 9,9 °C, avec  une amplitude thermique annuelle de 14,9 °C. Le cumul annuel moyen de précipitations est de 1 026 mm, avec 12,5 jours de précipitations en janvier et 7,9 jours en juillet. Pour la période 1991-2020, la température moyenne annuelle observée sur la station météorologique la plus proche, située sur la commune d'Aubusson à 4 km à vol d'oiseau, est de 10,1 °C et le cumul annuel moyen de précipitations est de 939,1 mm,. Pour l'avenir, les paramètres climatiques de la commune estimés pour 2050 selon différents scénarios d’émission de gaz à effet de serre sont consultables sur un site dédié publié par Météo-France en novembre 2022.

## Urbanisme

### Typologie
Au 1er janvier 2024, Saint-Amand est catégorisée commune rurale à habitat dispersé, selon la nouvelle grille communale de densité à 7 niveaux définie par l'Insee en 2022.
Elle est située hors unité urbaine. Par ailleurs la commune fait partie de l'aire d'attraction d'Aubusson, dont elle est une commune de la couronne,. Cette aire, qui regroupe 34 communes, est catégorisée dans les aires de moins de 50 000 habitants,.

### Occupation des sols
L'occupation des sols de la commune, telle qu'elle ressort de la base de données européenne d’occupation biophysique des sols Corine Land Cover (CLC), est marquée par l'importance des territoires agricoles (66,8 % en 2018), une proportion identique à celle de 1990 (66,8 %). La répartition détaillée en 2018 est la suivante : 
prairies (47,9 %), forêts (31,6 %), zones agricoles hétérogènes (18,9 %), zones urbanisées (1,6 %). L'évolution de l’occupation des sols de la commune et de ses infrastructures peut être observée sur les différentes représentations cartographiques du territoire : la carte de Cassini (XVIIIe siècle), la carte d'état-major (1820-1866) et les cartes ou photos aériennes de l'IGN pour la période actuelle (1950 à aujourd'hui).

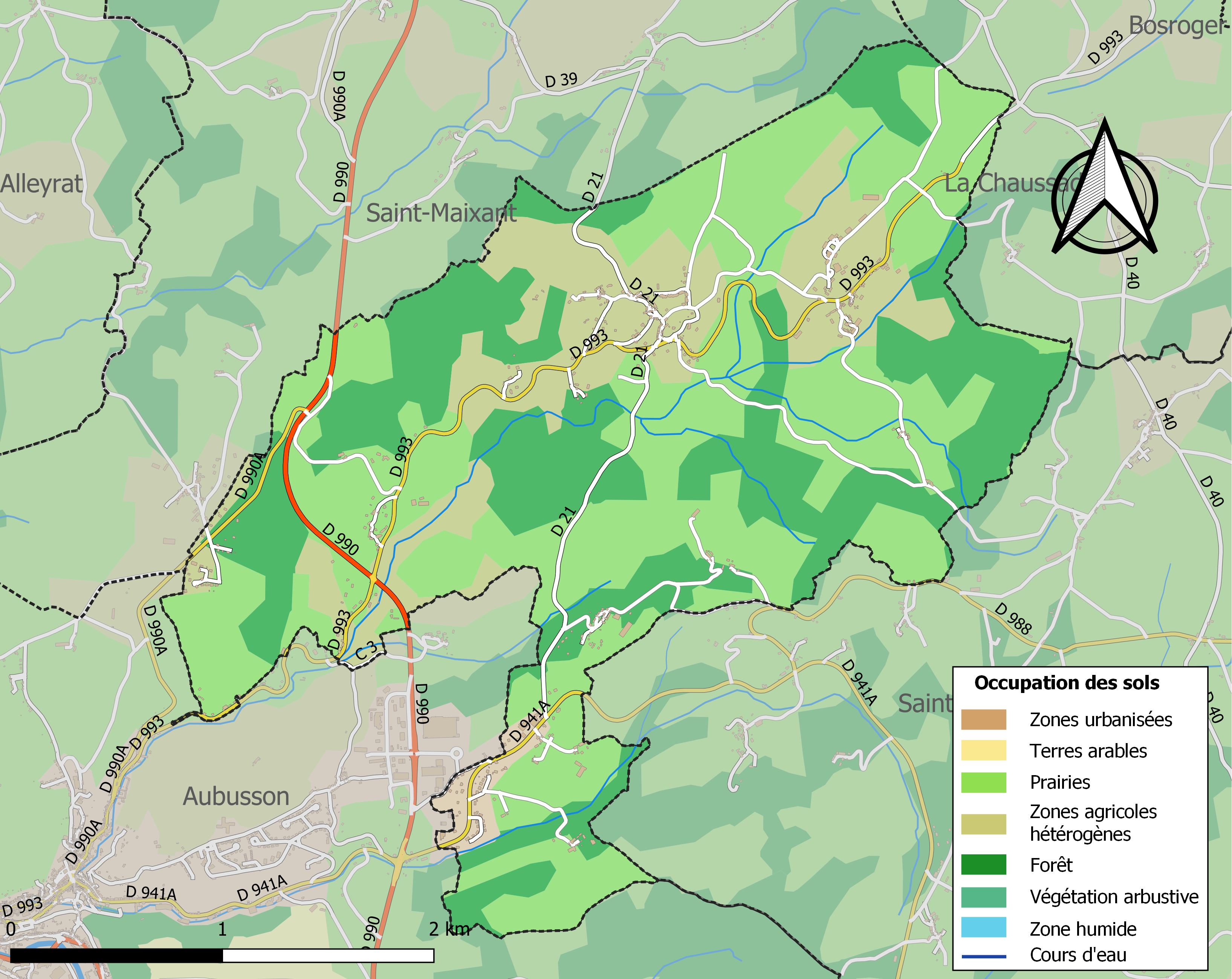
Carte des infrastructures et de l'occupation des sols de la commune en 2018 (CLC).

### Transport routier
- Réseau TransCreuse

### Risques majeurs
Le territoire de la commune de Saint-Amand est vulnérable à différents aléas naturels : météorologiques (tempête, orage, neige, grand froid, canicule ou sécheresse) et séisme (sismicité faible). Il est également exposé à un risque particulier : le risque de radon. Un site publié par le BRGM permet d'évaluer simplement et rapidement les risques d'un bien localisé soit par son adresse soit par le numéro de sa parcelle.

#### Risques naturels

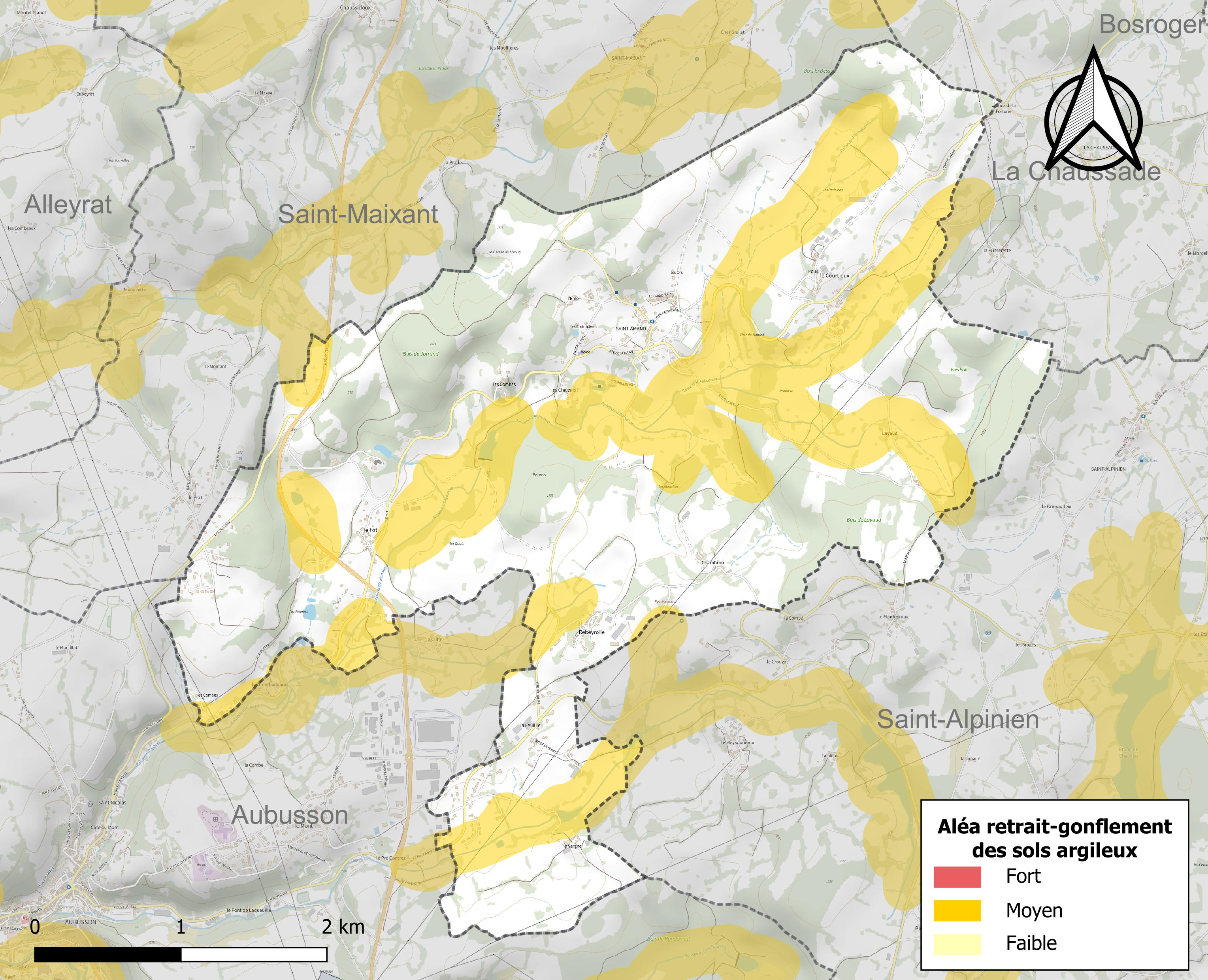
Carte des zones d'aléa retrait-gonflement des sols argileux de Saint-Amand.

Le retrait-gonflement des sols argileux est susceptible d'engendrer des dommages importants aux bâtiments en cas d’alternance de périodes de sécheresse et de pluie. 29,7 % de la superficie communale est en aléa moyen ou fort (33,6 % au niveau départemental et 48,5 % au niveau national). Sur les 251 bâtiments dénombrés sur la commune en 2019, 50 sont en aléa moyen ou fort, soit 20 %, à comparer aux 25 % au niveau départemental et 54 % au niveau national. Une cartographie de l'exposition du territoire national au retrait gonflement des sols argileux est disponible sur le site du BRGM,.
Par ailleurs, afin de mieux appréhender le risque d’affaissement de terrain, l'inventaire national des cavités souterraines permet de localiser celles situées sur la commune.
La commune a été reconnue en état de catastrophe naturelle au titre des dommages causés par les inondations et coulées de boue survenues en 1982, 1999 et 2012. Concernant les mouvements de terrains, la commune a été reconnue en état de catastrophe naturelle au titre des dommages causés par des mouvements de terrain en 1999.

#### Risque particulier
Dans plusieurs parties du territoire national, le radon, accumulé dans certains logements ou autres locaux, peut constituer une source significative d’exposition de la population aux rayonnements ionisants. Certaines communes du département sont concernées par le risque radon à un niveau plus ou moins élevé. Selon la classification de 2018, la commune de Saint-Amand est classée en zone 3, à savoir zone à potentiel radon significatif.

## Politique et administration

### Liste des maires

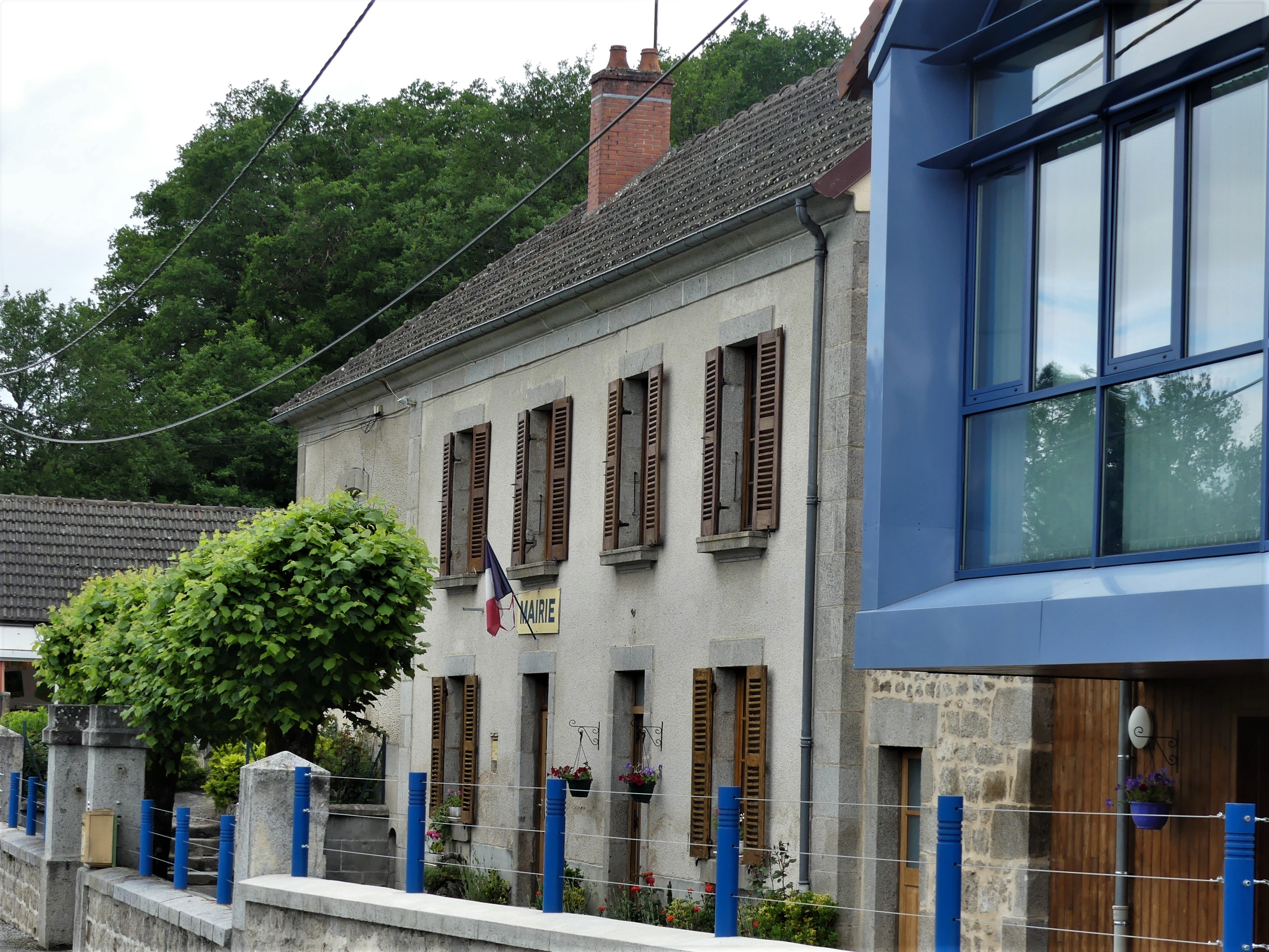
La mairie.

| Période                                  | Période      | Identité              | Étiquette | Qualité                                                             |
| ---------------------------------------- | ------------ | --------------------- | --------- | ------------------------------------------------------------------- |
| Les données manquantes sont à compléter. |              |                       |           |                                                                     |
|                                          |              |                       |           |                                                                     |
| mars 2001                                | 2008         | Jean-Jacques Nadaud   | DVD       | Conseiller général                                                  |
| mars 2008                                | juillet 2020 | Jean-Marie Le Guiader | DVD       | Professeur                                                          |
| juillet 2020                             | En cours     | Laurence Chevreux     | DVD       | Retraitée de l'enseignement, conseillère départementale depuis 2021 |

## Démographie
L'évolution du nombre d'habitants est connue à travers les recensements de la population effectués dans la commune depuis 1793. Pour les communes de moins de 10 000 habitants, une enquête de recensement portant sur toute la population est réalisée tous les cinq ans, les populations de référence des années intermédiaires étant quant à elles estimées par interpolation ou extrapolation. Pour la commune, le premier recensement exhaustif entrant dans le cadre du nouveau dispositif a été réalisé en 2006.

En 2022, la commune comptait 453 habitants, en évolution de −9,04 % par rapport à 2016 (Creuse : −3,32 %, France hors Mayotte : +2,11 %).
| 1793 | 1800 | 1806 | 1821 | 1831 | 1836 | 1841 | 1846 | 1851 |
| ---- | ---- | ---- | ---- | ---- | ---- | ---- | ---- | ---- |
| 348  | 331  | 334  | 333  | 364  | 372  | 388  | 403  | 380  |

| 1856 | 1861 | 1866 | 1872 | 1876 | 1881 | 1886 | 1891 | 1896 |
| ---- | ---- | ---- | ---- | ---- | ---- | ---- | ---- | ---- |
| 426  | 460  | 421  | 394  | 390  | 368  | 392  | 401  | 403  |

| 1901 | 1906 | 1911 | 1921 | 1926 | 1931 | 1936 | 1946 | 1954 |
| ---- | ---- | ---- | ---- | ---- | ---- | ---- | ---- | ---- |
| 401  | 361  | 360  | 335  | 346  | 322  | 317  | 269  | 282  |

| 1962 | 1968 | 1975 | 1982 | 1990 | 1999 | 2006 | 2011 | 2016 |
| ---- | ---- | ---- | ---- | ---- | ---- | ---- | ---- | ---- |
| 282  | 234  | 243  | 307  | 534  | 527  | 521  | 510  | 498  |

| 2021 | 2022 | - | - | - | - | - | - | - |
| ---- | ---- | - | - | - | - | - | - | - |
| 464  | 453  | - | - | - | - | - | - | - |

## Culture locale et patrimoine

### Lieux et monuments
- Le château du Fôt de style néogothique.
- L'église Saint-Amand avec son clocher-mur.

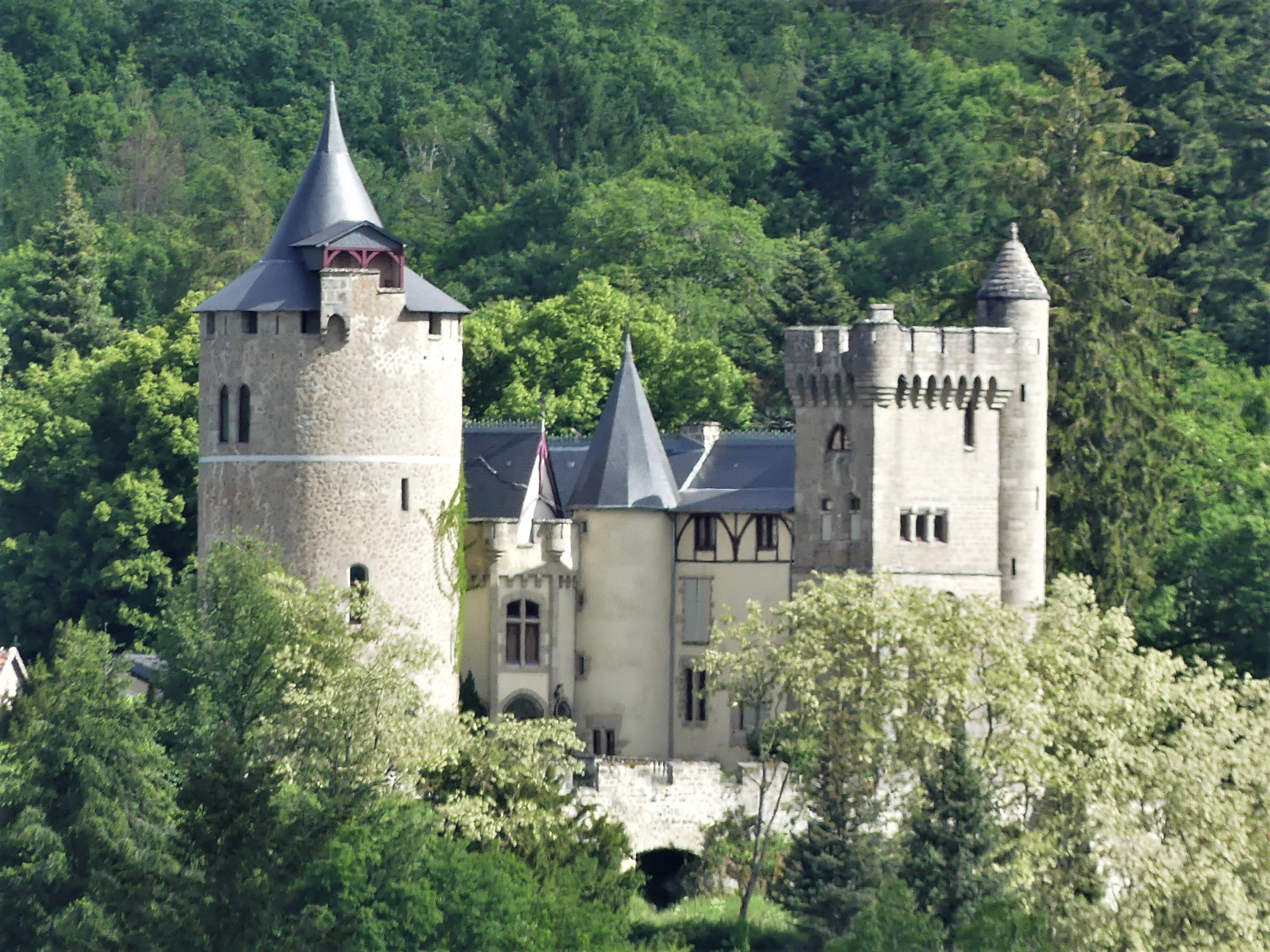
Le château du Fôt.
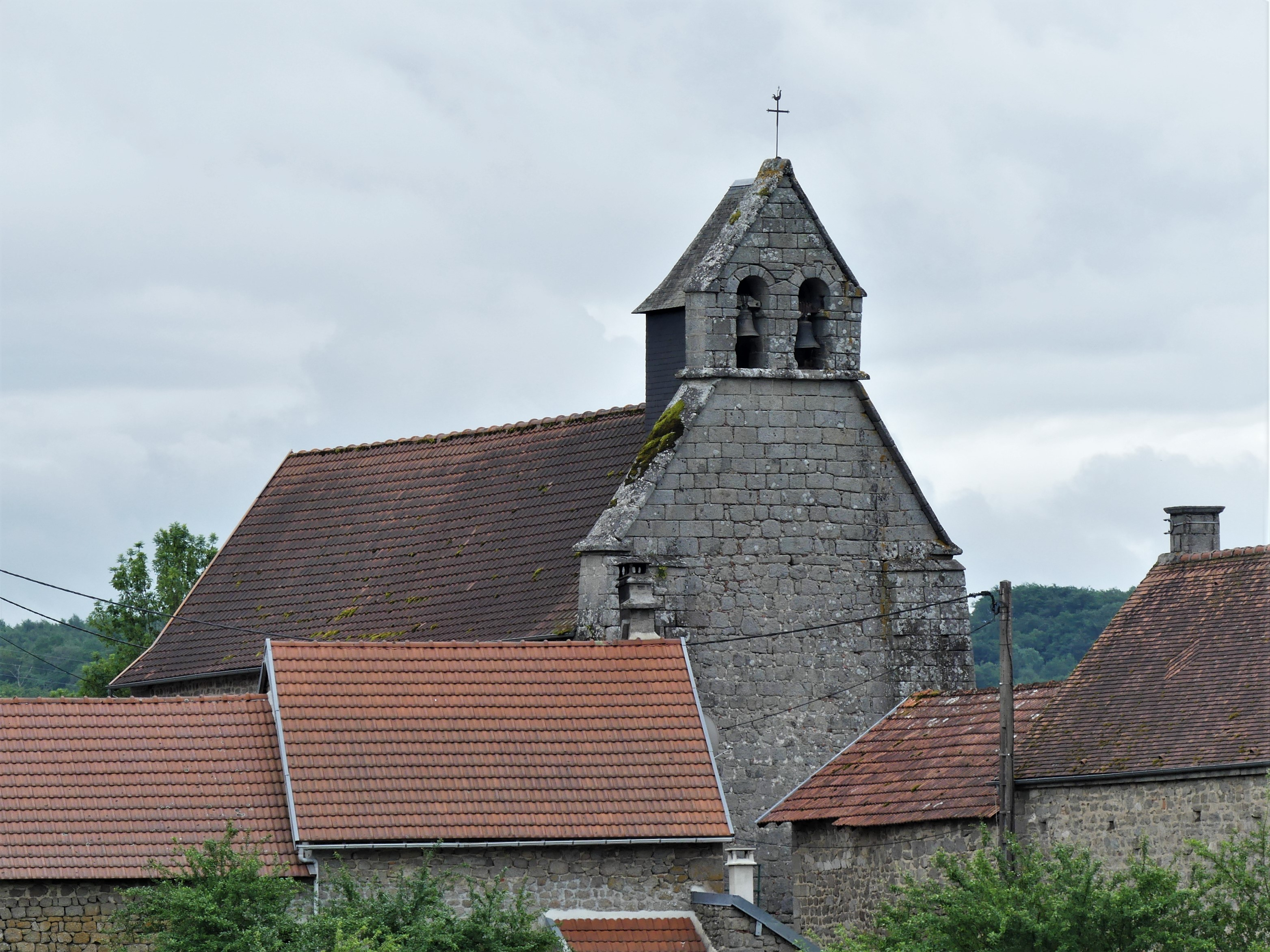
L'église Saint-Amand.
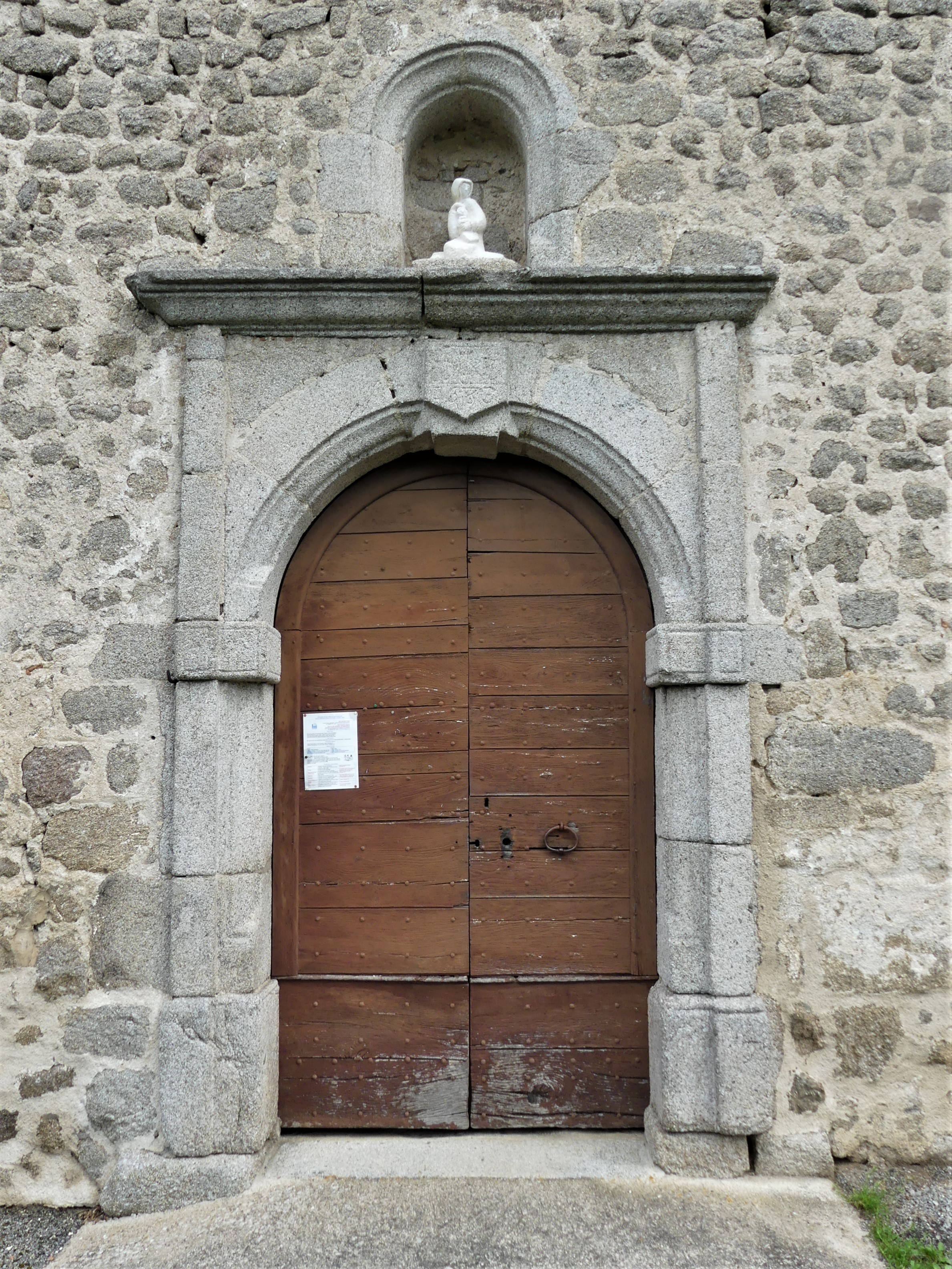
Son portail.
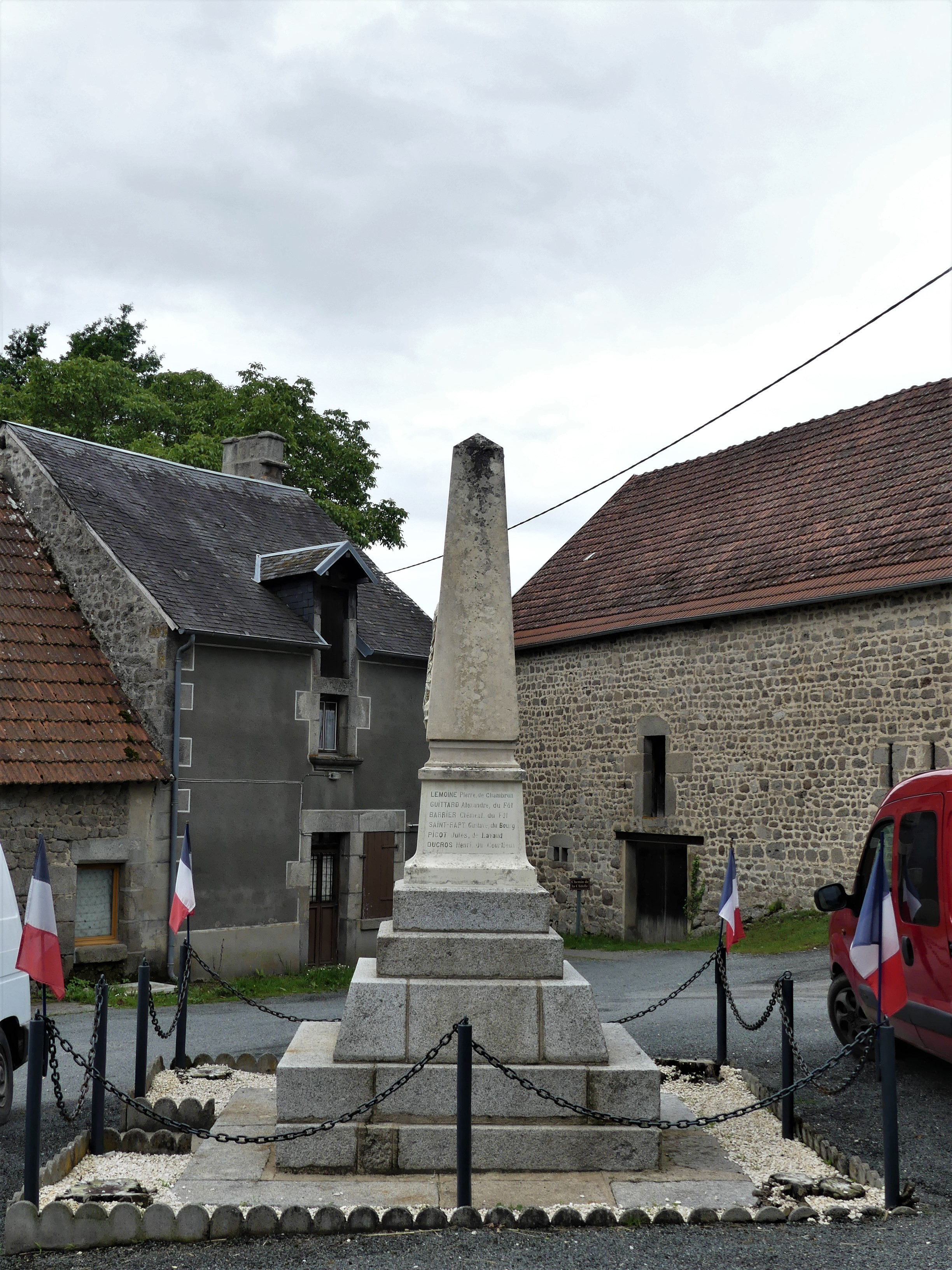
Le monument aux morts.

### Personnalités liées à la commune
- Pierre Mazière (1847-1928) est né à Saint-Amand. Cet ancien maçon de la Creuse à Paris, effectua une carrière politique : maire de Moutier-Rozeille en 1878, conseiller général de Felletin en 1886, député de l'arrondissement d'Aubusson en 1902 et enfin sénateur de la Creuse, entre 1903 et 1921.
- Antoine Jorrand (1864-1933) (manufacture de tapisserie Croc-Jorrand), propriétaire du château du Fôt, le fit restaurer de 1900 à 1921.